# Elsy Leuzinger
Pour les articles homonymes, voir Leuzinger.
Elsy Leuzinger, née le 7 février 1910 à Kilchberg et morte le 27 avril 2010 à Zurich, est une ethnologue de l'art.
Après avoir été conservatrice au Musée ethnographique de l'Université de Zurich, elle devient directrice du Museum Rietberg dans la même ville. Elle est l'une des premières femmes nommées à la direction d'un musée en Suisse.

## Biographie

### Origines et famille
Elsy Leuzinger voit le jour le 7 février 1910 à Kilchberg, dans le canton de Zurich. Elle est originaire de Zurich et de Glaris.
Son père, Ferdinand Leuzinger, est un marchand ; sa mère est née Barbara Leonie Streiff.
Elle grandit à Kilchberg entourée de ses deux frères et sœurs. Influencée par sa mère, passionnée d'art, elle développe dès son plus jeune âge un intérêt pour ce domaine.

### Études
Après avoir terminé l'école supérieure de jeunes filles à Zurich, Elsy Leuzinger fait un séjour linguistique à Londres puis des études à l'école de commerce de Lausanne.
De 1942 à 1949, elle étudie l'ethnologie, l'histoire de l'art et la géographie à l'Université de Zurich et rédige ses premiers courts écrits tout en travaillant. Sa thèse, soutenue en 1950, traite de la « nature et de la forme des parures africaines ».

### Parcours professionnel

#### Musée ethnographique de l'Université de Zurich
À partir de 1930, Elsy Leuzinger travaille au Musée ethnographique de l'Université de Zurich, où elle commence comme collaboratrice avant de devenir conservatrice. Malgré un handicap dû à la poliomyélite qui réduit sa mobilité, elle fait plusieurs voyages en Afrique, en Amérique centrale et du Sud, ainsi qu'en Inde, au Cambodge, au Japon et en Indonésie,.
Elle s'intéresse particulièrement à l'art de l'Afrique subsaharienne. Entre 1951 et 1952, elle mène des recherches sur le terrain avec le marchand d'art Emil Storrer, se concentrant notamment sur les hauts plateaux du Nigéria, où elle étudie les Afo avec la pionnière de l'aviation et ethnologue Jolantha Tschudi.

#### Musée Rietberg
De 1956 à 1972, Elsy Leuzinger dirige le Museum Rietberg à Zurich, où elle agrandit et enrichit la collection grâce à des acquisitions et des dons,. En collaboration avec le marchand d'art Emil Storrer, ancien légionnaire devenu ensuite galeriste en suisse, elle intègre des objets rituels ivoiriens, issus de campagnes iconoclastes, aux collections du musée. Elle veille à l’établissement d’un inventaire précis et à l’analyse scientifique des collections, contribuant ainsi à faire de celui-ci une institution de renommée internationale dédiée aux cultures extra-européennes.

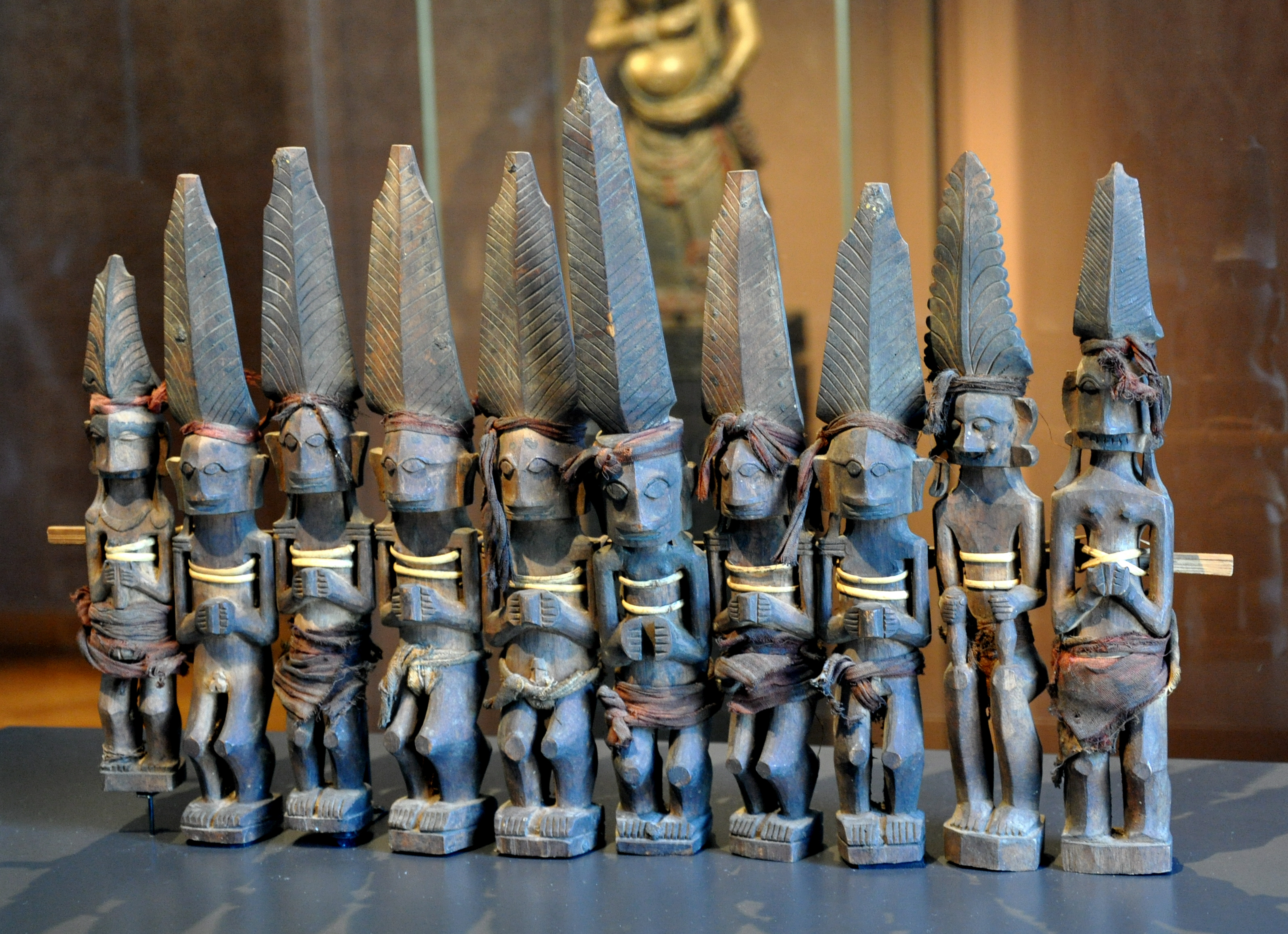
Figures ancestrales de Nias, Musée Rietberg.

En 1970, elle organise avec René Wehrli (de), directeur du Kunsthaus de Zurich, l’exposition Die Kunst von Schwarz-Afrika (L'art de l'Afrique noire), un événement marquant qui met en valeur l'art africain traditionnel.
En 1953, Elsy Leuzinger cofonde la section suisse du Conseil international des musées. Elle y est la seule femme pendant de nombreuses années. Elle cofonde également la Rietberg-Gesellschaft, dont elle est membre du comité et membre d'honneur.

#### Carrière universitaire
Après avoir obtenu son habilitation en 1960, Elsy Leuzinger enseigne l'art des cultures extra-européennes à l'Université de Zurich, où elle devient privat-docent en 1960 et ensuite professeure titulaire en 1968. Son enseignement met en avant une approche interdisciplinaire, combinant ethnologie et histoire de l’art pour valoriser l’art extra-européen.
Parmi ses travaux majeurs figurent le catalogue de l’exposition Die Kunst von Schwarzafrika (L’art de l’Afrique noire, paru en 1970) et Kunst der Naturvölker (L’art des peuples primitifs, 1978), qui demeurent des références dans le domaine de l’art non occidental.
En 1980, Elsy Leuzinger est nommée invitée d'honneur permanente de l'Université de Zurich en reconnaissance de ses contributions.
Sa carrière coïncide avec une période de transition où les musées ethnographiques commencent à réfléchir plus profondément aux enjeux éthiques et culturels liés à l'acquisition et à la présentation des œuvres d'art non occidentales.

### Vie privée et mort
Restée célibataire et sans enfant, elle meurt le 27 avril 2010 à Zurich, à l'âge de 100 ans.

## Publications
- (de) Africa : The Art of the Negro Peoples, McGraw-Hill, 1960, 247 p. (Afrique : l'art des peuples noirs, A. Michel, 1962, 251 p.)
- (de) Afrikanische Skulpturen. Beschreibender Katalog., Zurich, Atlantis, 1963
- (de) Elsy Leuzinger et Kunsthaus Zürich, Die Kunst von Schwarz-Afrika, Bongers, 1970, 413 p. (ISBN 9783764702229)
- (en) The Art of Black Africa, Studio Vista, 1972, 378 p.
- (de) Kunst der Naturvölker, vol. 21, Propyläen Verlag, 1978, 307 p. (ISBN 9783549050873)
- (de) Afrika : Kunst der Negervölker, Holle, 1980, 231 p. (ISBN 9783873552036)

### Fonds d'archives
- Archives privées Do (Margrit Dora) Zeller-Briner, Zurich, Fonds Elsy Leuzinger.
- Museum Rietberg, Zurich, Schriftenarchiv, Akten von Elsy Leuzinger in den Beständen Korrespondenz, Sammlung, Handakten, Tageskopien und Rietberg-Gesellschaft.
- Völkerkundemuseum der Universität Zürich, Zurich, Schriftenarchiv.